# Matt Prokop
Matthew Ray Prokop (Victoria, Texas, 29 de julho de 1990) é um ator estadunidense, que é mais conhecido por interpretar o personagem Jimmy "Foguete" Zara, em High School Musical 3 e por fazer participações notáveis em Hannah Montana como Jim Carrel.

## Carreira
Prokop decidiu seguir a carreira de ator após passar férias com a família em Los Angeles, em maio de 2005, para onde se mudou pouco tempo depois. Sua primeira aparição na televisão foi no seriado Hannah Montana. Logo em seguida, Matt conquistou outros pequenos papéis no seriado "The Office" e no filme independente "Um anjo chamado Billy". Em 2008, Matt entrou para o elenco de High School Musical 3 no papel de Jimmy "Foguete" Zara. Matt também foi convidado para participar de um seriado chamado "In the Motherhood". Prokop conseguiu seu primeiro papel principal como Tyler, no filme "Cougar Hunting", que foi lançado em 2010.

## Vida pessoal
Matt tem cinco animais de estimação: três cachorros (Belle, Bear e Oakley) e dois gatos (Vicious e Gray). Seus atores favoritos são Mark Wahlberg e Leonardo DiCaprio. Ele também é fã de Benicio del Toro, que foi uma das razões para que ele começasse a atuar. Sua marca de roupas favorita é a G-Star e ele tem cerca de 40 pares de tênis Nike. Matt também joga futebol desde os três anos e meio de idade e já foi capitão do time de sua escola e também é muito amigo do ator Sterling Knight de Sunny Entre Estrelas. Matt namorou Sarah Hyland desde 2009, conhecendo-a nas audições para participar no High School Musical 3: Senior Year em 2008 e terminando o relacionamento em 2014.

## Filmografia
| Filmes    | Filmes                             | Filmes                  | Filmes              |
| Ano       | Filme                              | Personagem              | Notas               |
| --------- | ---------------------------------- | ----------------------- | ------------------- |
| 2011      | Geek Charming                      | Josh                    |                     |
| 2011      | Furry Vengeance                    | Cougar Hunting          | Tyler               |
| 2010      | Furry Vengeance                    | Tyler                   |                     |
| 2008      | High School Musical 3: Senior Year | Jimmy "The Rocket" Zara |                     |
| 2008      | Green Flash                        | Cameron (15 anos)       |                     |
| 2007      | Marked                             | Zack                    |                     |
| Televisão |                                    |                         |                     |
| Ano       | Série                              | Persoagem               | Notas               |
| 2012      | Modern Family                      | Ethan                   | 1 Episódio (S03E22) |
| 2009      | In the Motherhood                  | Luke                    | não foi ao ar       |
| 2008      | Hannah Montana                     | Jim Correl              | 8 episódios         |
| 2007      | Hannah Montana                     | Troy McCann             | 1 Episódio          |
| 2007      | The Office                         | Underaged Kid           | 1 Episódio          |